# Trilobodrilus hermaphroditus
Trilobodrilus hermaphroditus är en ringmaskart som beskrevs av Riser 1999. Trilobodrilus hermaphroditus ingår i släktet Trilobodrilus och familjen Dinophilidae. Inga underarter finns listade i Catalogue of Life.